# Progalago
 Progalago  ist eine ausgestorbene Gattung kleiner Primaten aus der Familie der Loris, die während des frühen Miozäns im Gebiet des heutigen Staates Kenia vorkam. Die Bezeichnung der Gattung verweist darauf, dass es sich vermutlich um einen engen Verwandten der frühen Vorfahren heutiger Galagos („Buschbabys“) handelt.

## Erstbeschreibung
Holotypus der Gattung und zugleich der Typusart Progalago dorae ist laut Erstbeschreibung durch Donald Gordon MacInnes das nur 26 Millimeter lange Fragment eines linken Unterkiefers mit zwei erhaltenen Zähnen (Prämolar Pm4 und Molar M2) vom Fundort Songhor, Nyando District, Kenia. Es war damals – 1943 – das einzige Fossil der Gattung Progalago. Die Gesamtlänge des Unterkiefers zu Lebzeiten des Tieres betrug MacInnesʼ Schätzung zufolge ca. 36 Millimeter; die Länge von Pm4 gab er mit ca. 15 Millimeter, die Länge von M2 mit 10 Millimeter an. Anhand dieser Messungen wurde geschätzt, dass die Körpergröße des Tiers mit der des heute lebenden Kleinohr-Riesengalagos vergleichbar ist. Abgegrenzt wurde Progalago, der erste fossile Fund aus der Verwandtschaftsgruppe der Loris in Ostafrika, gegen die Gattungen Necrolemur, Perodicticus und Microchoerus.
MacInnes hatte zwischen 1932 und 1942 an mehreren Expeditionen teilgenommen, die zumeist von Louis Leakey geleitet wurden. Das Unterkiefer-Fragment hatte MacInnesʼ Frau Dora als Oberflächenfund aufgelesen, weswegen er ihr zu Ehren den Artnamen dorae wählte.
Aus der gleichen Fundstelle waren damals auch Fossilien von Limnopithecus und Xenopithecus entdeckt worden.

## Weitere Funde
In den Jahren nach Dora MacInnesʼ Fund wurden in Ostafrika, u. a. in Songhor und auf Rusinga Island, Kenia, einige Dutzend weitere Fossilien von Lori-Verwandten aus dem frühen Miozän entdeckt, zumeist mehr oder weniger gut erhaltene Unterkiefer, einige Oberkiefer-Fragmente und wenige andere Schädelknochen und Knochen aus dem Bereich unterhalb des Kopfes. Ein Ausnahmefund war 1954 ein nahezu vollständiger Schädel mit zahlreichen erhaltenen Oberkiefer-Zähnen und Gesichtsknochen (Sammlungsnummer KNM-RU 2052) vom Fundort RI05b auf Rusinga Island, den Mary Leakey entdeckte. Wilfrid Le Gros Clark schrieb 1956 diesen sehr gut erhaltenen „Rusinga-Schädel“ Progalago dorae zu, räumte aber zugleich ein, dass damals nur wenige brauchbare Vergleichsstücke zur Beurteilung der Verwandtschaft des Fossils vorlagen – erhalten geblieben waren vor allem Unterkiefer. 1967 sah sich George Gaylord Simpson veranlasst, eine Revision der Zuordnung der Progalago-Fossilien zu den inzwischen von unterschiedlichen Forschern vorgeschlagenen Gattungs- und Artnamen vorzunehmen. So ordnete er drei Funde, die Wilfrid Le Gros Clark und Duncan P. Thomas 1952 zu Progalago dorae gestellt hatten, einer von ihm neu eingeführten Art zu, genannt „Progalago songhorensis Simpson, 1967“. Als Typusexemplar wählte er das Fragment eines linken Unterkiefers mit zwei erhaltenen Molaren (M2 und M3) aus. Für Fossilien, die Clark & Thomas 1952 als Progalago robustus oder Progalago minor bezeichnet hatten, führte Simpson die neue Gattung Komba ein und benannte sie folglich um in Komba robustus und Komba minor. Der Schädel KNM-RU 2052 wurde im Jahr 2000 hingegen der 1962 von Louis Leakey – in Anlehnung an die Kielnagelgalagos (Gattung Euoticus) – vorgeschlagenen Gattung Mioeuoticus zugeordnet, als Mioeuoticus shipmani; der Artname shipmani ehrt die Paläoanthropologin Pat Shipman.
2024 wurde in einer Studie angemerkt, dass trotz zahlreicher Funde die genaue Stellung der Gattung Progalago im Stammbaum der Loriartigen umstritten ist.

## Belege
1. ↑  Donald Gordon MacInnes: Notes on the East African Miocene Primates. In: Journal of the East Africa and Uganda Natural History Society. Band 17, Nr. 3–4, 1943, S. 141–181, Volltext.
2. ↑  Alan Walker: Post-cranial Remains of the Miocene Lorisidae of East Africa. In: American Journal of Physical Anthropology. Band 33, Nr. 2, 1970, S. 249–261, doi:10.1002/ajpa.1330330211.
3. ↑  George Gaylord Simpson: The Tertiary Lorisiform Primates of Africa. In: Bulletin of the Museum of Comparative Zoology. Band 136, 1967, S. 39–61.
4. ↑  Erica M. Phillips und Alan Walker: A new species of fossil lorisid from the miocene of east africa. In: Primates. Band 41, 2000, S. 367–372, doi:10.1007/BF02557647.
5. ↑  Anna Penna und Luca Pozzi: Hidden in the Dark: A Review of Galagid Systematics and Phylogenetics. In: International Journal of Primatology. Band 45, 2024, S. 1320–1353, doi:10.1007/s10764-024-00430-w.